# Rivière Sans Bout
La rivière Sans Bout est un cours d'eau de la municipalité de Saint-Alexis-des-Monts, de la municipalité régionale de comté (MRC) de Maskinongé, dans la région de la Mauricie, au Québec, au Canada. Cette rivière fait partie de la réserve faunique Mastigouche.

## Géographie
La rivière Sans Bout prend sa source au lac de tête, situé :
- au sud-est du lac de la Bouteille, du Réservoir Taureau ;
- à l'est du lac à la Bouteille et du lac Tremblay ;
- à l'ouest du Grand lac des Îles.

Le lac de tête reçoit les eaux de trois décharges : celle du lac des Deux Étages, venant du nord ; celle des lacs Fourchu, Chevelu et de la Grosse, venant de l'ouest ; celle des lacs de la Daniet, des Mûres et des Ministres, venant du sud.
Parcours de la "rivière Sans Bout" en aval du lac de tête
À partir de l'embouchure du lac de tête, situé à l'est du lac, le courant coule sur (segment de 21,1 km) :
- 2,6 km vers l'est en traversant le lac Vénus (longueur : 0,3 km) et de la Plume (longueur : 0,3 km), et en recueillant les eaux de la décharge du lac Faraud (longueur : 0,8 km) venant du nord, jusqu'à la décharge du lac Mercure ;
- 1,1 km vers le sud jusqu'à la décharge du lac du voleur, venant de l'ouest ;
- 1,4 km vers l'est jusqu'au lac du Serpent (longueur : 0,5 km), que le courant traverse jusqu'à l'embouchure ;
- 6,0 km vers le sud-est, en recueillant la décharge (venant du nord-est) des lacs Pucerons et Rats Musqués, jusqu'à l'embouchure du lac Bourgeois (longueur : 0,4 km), que le courant traverse sur 0,4 km du nord au sud ;
- 1,6 km vers le sud, en traversant les lacs Pou et Punaise, jusqu'à la décharge (venant du nord-ouest) d'un ensemble de lacs : de la Griffe, du Fantôme, Brisé, aux Lézards, Petit lac aux Lézards et à l'Ours ;
- 2,0 km vers le sud-est, jusqu'à la décharge du lac Perdu, venant de l'ouest. Ce lac reçoit les eaux des lacs Houde et Écartant ;
- 2,6 km vers le sud-est, en traversant une zone de marécages de 0,7 km de long, jusqu'au lac Jimmy que le courant traverse vers l'est sur sa pleine longueur, jusqu'au barrage situé à son embouchure. Le lac Jimmy (long de 3,8 km dans le sens est-ouest) reçoit du côté sud la décharge des lacs Lafleur et Patoulet[2].

Parcours de la rivière en aval du lac Jimmy
À partir du barrage de l'embouchure du lac Jimmy, la rivière Sans Bout coule sur (segment de 11,0 km) :
- 0,9 km vers le nord-est, jusqu'à la décharge des lacs Turner et des Barges, venant du nord ;
- 1,7 km vers l'est, jusqu'à la décharge du lac Élliot ;
- 1,0 km vers l'est, jusqu'à la décharge des lacs des Abénakis et du Bruant ;
- 1,3 km vers le sud-est, jusqu'à la décharge du lac Orignal, lequel reçoit les eaux de la décharge des lacs Cornélia, Portage et Pipette, venant du nord-ouest ; de la décharge des lacs Patrie et du Bros-Bec ; de la décharge du lac Ordinaire ; de la décharge du lac du Lièvre ;
- 1,7 km vers le sud, jusqu'à l'embouchure du lac Sans Bout ;
- 4,4 km vers l'est, en traversant le lac Sans Bout (long de 6,5 km orienté vers le sud-est), jusqu'au barrage situé à l'embouchure.

Le lac Sans Bout qui est le plus important plan d'eau du bassin hydrographique de la rivière Sans Bout, reçoit les eaux :
- du côté sud, des lacs : Deleur, du Camp, Cléophas, Conrad, du Sorbier, à Pitou, à deux étages, Hollis, du Grand-Père, Nidou et Court ;
- du côté est, des lacs : Bleu, de la Pyrole, au Violon, des Pissentits, Jaseur, Bonom, Dispos, Pavot, Puant, du Glouton, Loupe et à la Loutre.

Parcours de la rivière en aval du lac Sans Bout
À partir du barrage érigé à l'embouchure du lac Sans Bout, la rivière Sans Bout coule sur (segment de 6,9 km) :
- 2,1 km vers le nord, au travers d'une décharge longue de 0,2 km, puis en traversant lac des Maubèches (longueur : 1,9 km) sur sa pleine longueur jusqu'à son embouchure. Dans ce segment, la rivière reçoit les eaux de la décharge du lac French ;
- 3,9 km (dont 2,0 km vers le nord-est, 1,2 km vers le nord, 0,7 km vers l'est et 2,4 km vers le nord) jusqu'à l'embouchure de la décharge des lacs du Cordon et en Cœur ;
- 0,9 km vers le nord, jusqu'à l'embouchure de la rivière qui se déverse par la rive sud du lac au Sorcier.

## Toponymie
Le toponyme rivière Sans Bout a été officialisé le 5 décembre 1968 à la Banque des noms de lieux de la Commission de toponymie du Québec.